# Sant’Antimo DOC
Unter der Bezeichnung Sant’Antimo DOC (benannt nach dem Kloster Abtei Sant’Antimo) werden Weiß- und Rotweine lokaler Winzer vermarktet, die mit wenigen Ausschlüssen aus dem Gemeindegebiet von Montalcino in der Provinz Siena (Region Toskana) stammen. Die Bezeichnung wurde 1996 als „kontrollierte Herkunftsbezeichnung“ (DOC) geschützt. Die Vorschrift wurde zuletzt am 7. März 2014 aktualisiert.

## Erzeugung
Der Wein wird in verschiedenen Typen angeboten:
- Sant’Antimo Bianco: Weißwein – alle weißen Rebsorten, die für den Anbau in der Region Toskana zugelassen sind, dürfen verwendet werden
- Sant’Antimo Rosso: Rotwein – alle roten Rebsorten, die für den Anbau in der Region Toskana zugelassen sind, dürfen verwendet werden
- Sant’Antimo Vin Santo – 70–100 % Trebbiano Toscano und Malvasia Bianca Lunga, einzeln oder gemeinsam und maximal 30 % andere Rebsorten, die für den Anbau in der Region Toskana zugelassen sind, dürfen verwendet werden
- Sant’Antimo Vin Santo Occhio di Pernice – (Occhio di Pernice, dt. „Auge des Perlhuhns“) 50–70 % Sangiovese, 30–50 % Malvasia Nera und maximal 30 % andere Rebsorten, die für den Anbau in der Region Toskana zugelassen sind, dürfen verwendet werden
- Sant’Antimo Novello (Jungwein) darf so bezeichnet werden, wenn für neue rote Weine die Übereinstimmung mit den Vorschriften besteht

Die folgenden Typen müssen mindestens 85 % der genannten Rebsorte enthalten. Höchstens 15 % andere analoge Rebsorten, die für den Anbau in der Region Toskana zugelassen sind, dürfen zugesetzt werden:
- Sant’Antimo Chardonnay
- Sant’Antimo Sauvignon
- Sant’Antimo Pinot Grigio
- Sant’Antimo Pinot nero
- Sant’Antimo Cabernet Sauvignon
- Sant’Antimo Merlot

## Anbau
Die Weine dürfen nur auf dem Gemeindegebiet von Montalcino, mit wenigen Ausschlüssen, produziert werden.
Im Jahr 2016 wurden von 160 ha Rebfläche 9.688 hl Sant’Antimo DOC-Weine erzeugt.

## Beschreibung
gemäß der Denomination:

### Sant’Antimo Bianco
- Farbe: strohgelb
- Geruch: zart, angenehm
- Geschmack: trocken, voll, harmonisch
- Alkoholgehalt: mindestens 11,5 Vol.-%
- Säuregehalt: mind. 4,5 g/l
- Trockenextrakt: mind. 16,0 g/l

### Sant’Antimo Rosso
- Farbe: rubinrot – tendiert mit zunehmender Reife zu granatrot
- Geruch: weinig, angenehm
- Geschmack: würzig, harmonisch, manchmal streng
- Alkoholgehalt: mindestens 12,0 Vol.-%
- Säuregehalt: mind. 4,5 g/l
- Trockenextrakt: mind. 20,0 g/l

### Sant’Antimo Vin Santo und Sant’Antimo Vin Santo Riserva
- Farbe: goldgelb bis intensiv bernsteinfarben
- Geruch: ätherisch, intensiv, charakteristisch
- Geschmack: harmonisch, samtig; für „amabile“ (dt. lieblich) noch abgerundeter
- Alkoholgehalt: mindestens 16,0 Vol.-%,
  - davon für „secco“ (dt. trocken): mind. 14,0 Vol.-%, mit einem Rest von mindestens 2,0 % potentiellem Alkoholgehalt
  - davon für amabile: mind. 13,0 Vol.-%, mit einem Rest von mindestens 3,0 % potentiellem Alkoholgehalt
- Säuregehalt: mind. 4,5 g/l (für „trocken“ und 5,0 g/l für „amabile“)
- Trockenextrakt: mind. 21,0 g/l

### Sant’Antimo Vin Santo Occhio di Pernice und Sant’Antimo Vin Santo Occhio di Pernice riserva
- Farbe: von blassrosa bis dunkelrosa
- Geruch: warm, intensiv
- Geschmack: süß, weich, samtig, rund
- Alkoholgehalt: mindestens 16,0 Vol.-%, mit einem Rest von mindestens 2,0 % potentiellem Alkoholgehalt
- Säuregehalt: mind. 4,0 g/l
- Trockenextrakt: mind. 26,0 g/l